# Escadron de chasse et d'expérimentation 1/30 Côte d'Argent
L'escadron de chasse et d'expérimentation 1/30 Côte d'Argent est une unité d'expérimentation de l'Armée de l'air française, faisant partie du Centre d'expertise aériennes militaires (CEAM) sur la base aérienne 118 Mont-de-Marsan. Jusqu'à son rattachement à la 30e escadre de chasse le 3 septembre 2015, ses avions ont porté des codes en 118-xx et 330-xx. Ils portent depuis des codes en 30-xx.

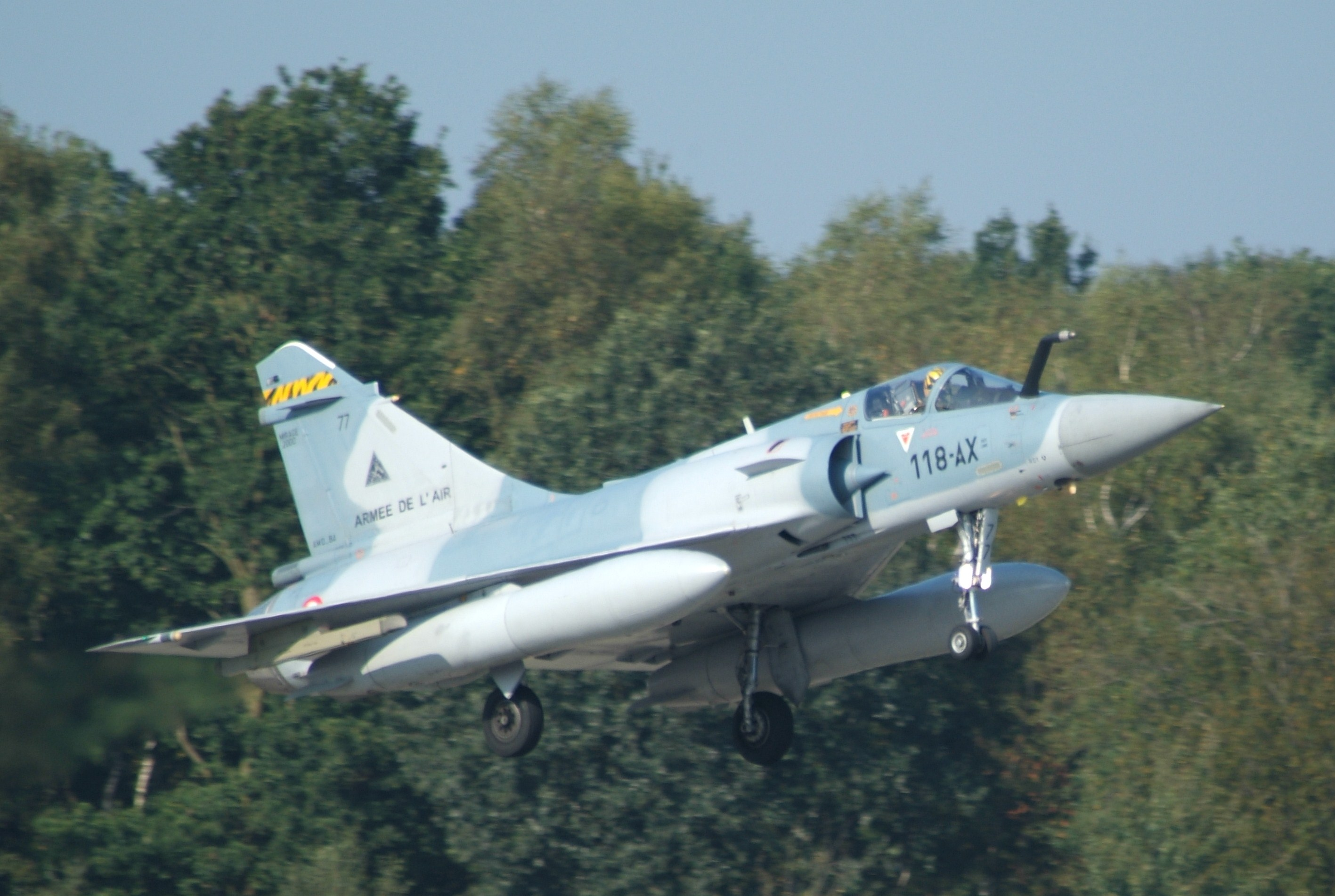
Mirage 2000-5F n° 77 le 18 septembre 2009.

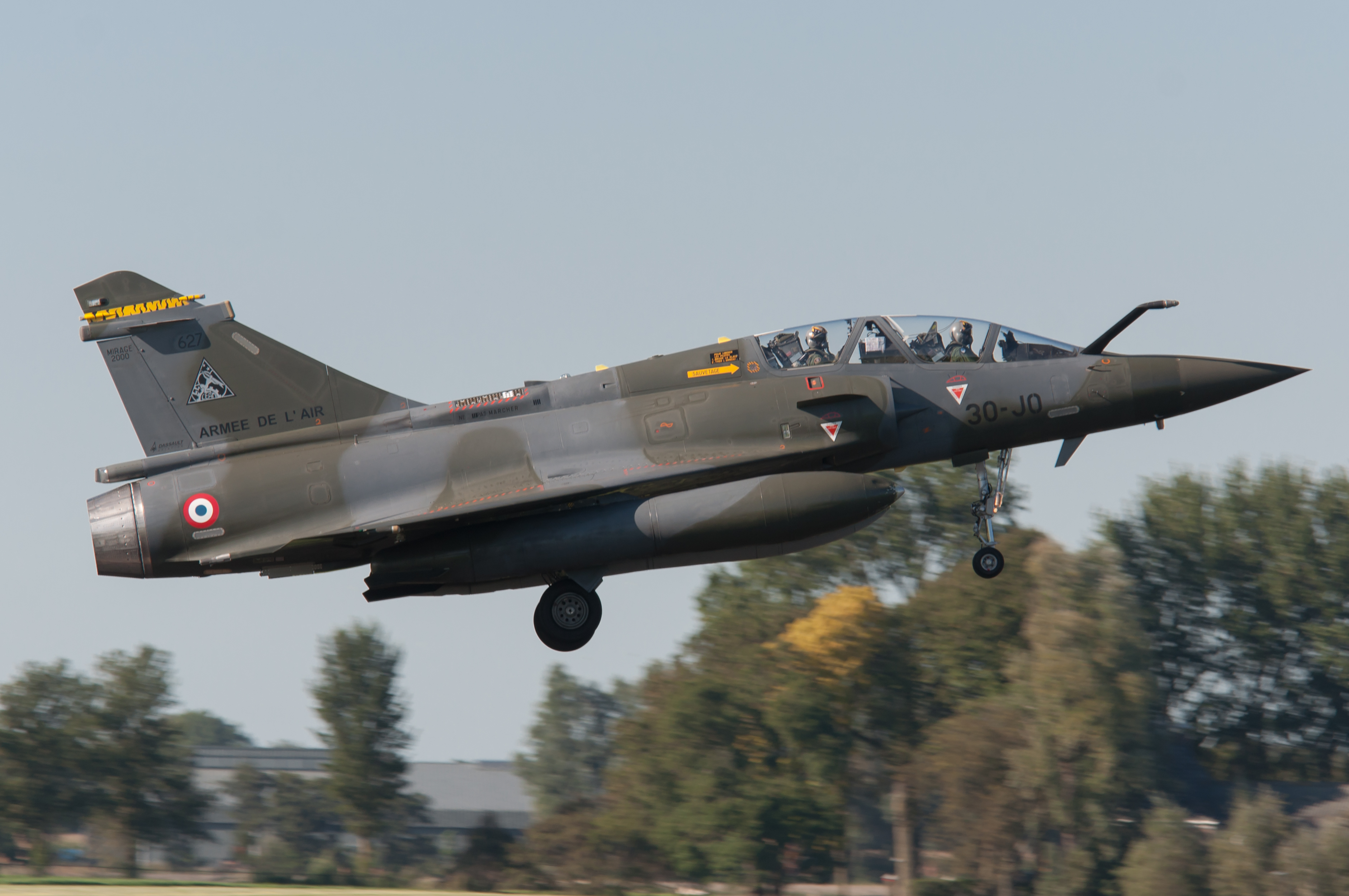
Mirage 2000D du Côte d'Argent à Leeuwarden en septembre 2015

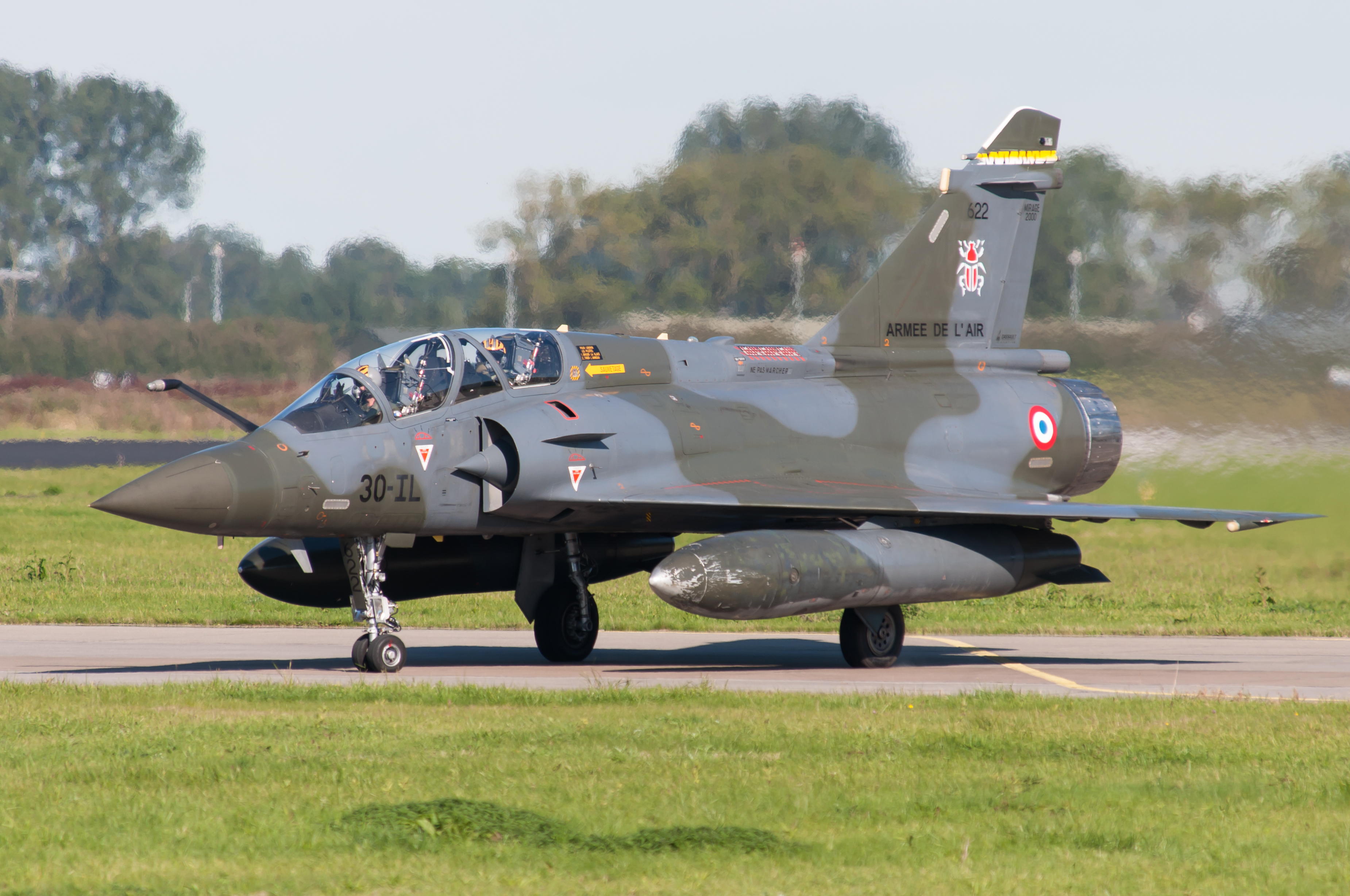
Mirage 2000D de l'escadron porteur de l'insigne de la BR128

## Historique
L'escadron de chasse a été officiellement créé le 1er juillet 1965, avec la « section Mirage » du CEAM. Il a pour charge l'expérimentation et la validation des systèmes d'armes, la rédaction des manuels opérationnels, la formation des mécaniciens et des équipages sur tous les types d'avions de chasse en activité (Mirage III, Jaguar, Mirage F1, Alphajet, Mirage 2000, Rafale).
L'EC 05/330 reçoit le nom Côte d'Argent et son insigne de "Tigre à la plume" en octobre 1987.
Deux escadrilles sont créées, la première en 1990 et la seconde, en 1992. Elles reprennent les traditions des SPA 163 et SPA 164 à partir de 2000.
En 2007 il devient Escadron de chasse et d'expérimentation (ECE) pour marquer la spécificité de ses missions : l'expérimentation et la validation des systèmes d'armes, la rédaction des manuels opérationnels, la formation des mécaniciens et équipages.
En 2013, la reprise des traditions des escadrilles BR127 et BR128 donne lieu à la création d'un nouvel insigne pour l'unité.
À la suite du rattachement à la 30e escadre de chasse, recréé à la base de Mont de Marsan en 2015, il devient ECE 1/30 Côte d'Argent à partir du premier mars 2016.
L'unité renforce ponctuellement les escadrons opérationnels. Des personnes de l'escadron ont ainsi participé aux opérations extérieures comme l'opération Harmattan en Libye en 2011 ou l'opération Barkhane.
L'escadron participe également à des campagnes d'expérimentations diverses, telles que les campagnes Bold Quest[Quoi ?]. Ainsi deux Dassault Mirage 2000D de l'escadron ont été déployés sur la base aérienne de Savannah en Géorgie, aux Etats-Unis du 16 octobre au 12 novembre 2017. En mai 2019, ce sont deux Rafale qui ont participé à l'édition de cette campagne en Finlande.
En tant qu'unité "Tigre" l'escadron de chasse et d'expérimentation fait partie de la Nato Tiger Association et participe régulièrement aux exercices interralliés Nato Tiger Meet.

## Escadrilles
- Créées en 1990 et 1992, les escadrilles adoptent successivement les traditions suivantes :
- Du 20 octobre 2000 au 1er juillet 2013 : 
  - SPA 163 "Tigre de Sibérie"
  - SPA 164 "Tigre du Bengale"

- À partir du 1er juillet 2013 :
  - BR127 "Tigre menaçant"
  - BR128 "Scarabée"

## Insigne
L'insigne de l'ECE 1/30 a été homologué le 1er mars 2013 sous le numéro A 1420.
L'insigne regroupe les deux escadrilles BR 128 et BR 127. Il reprend la forme triangulaire des insignes des unités dépendantes du CEAM, mais le sommet du triangle est formé de deux pointes blanches évoquant les sommets enneigés des Pyrénées, alors que deux traits bleus rappellent la proximité de l'océan et le nom de tradition de l'escadron.

## Commandants
- Claire Mérouze (2022-)

## Bases
- Base aérienne 118 Mont-de-Marsan

## Appareils
L'ECE 1/30 a vu passer tous les avions de chasse qui équipent, ou ont équipé, l'Armée de l'air française. Depuis 2016 il est équipé de :
- 6 Rafale

- 4 Mirage 2000D
- 2 Alpha Jet
- 2 TBM 700